# Gerardo Werthein
Gerardo Werthein, né le 3 décembre 1955 à Buenos Aires, est un entrepreneur et homme politique argentin.

## Biographie
Gerardo Werthein est issu d'une famille d'origine juive russe émigrée de Bessarabie en 1904, qui est à l'origine du groupe Werthein, propriétaire notamment de Telecom Argentina.
Passionné par les chevaux, il étudie la médecine vétérinaire à l'université de Buenos Aires et pratique l'équitation en professionnel, tout en poursuivant sa carrière au sein de Telecom Argentina.
Il est président du Comité olympique argentin de 2009 à 2021 et membre du Comité international olympique depuis 2011. Il est président du comité organisateur des Jeux olympiques de la jeunesse de 2018 à Buenos Aires.
Lors de l'élection présidentielle de 2023, il soutient Javier Milei qui le propose comme ambassadeur d'Argentine aux États-Unis. Il est confirmé par le Sénat en avril 2024 et rejoint alors Washington D.C..
Le 30 octobre 2024, la ministre des Affaires étrangères Diana Mondino (en) est relevée de ses fonctions par le président Javier Milei en raison de son vote à l'Assemblée générale des Nations unies en faveur de la levée de l'embargo des États-Unis contre Cuba. Il nomme alors Gerardo Werthein pour la remplacer à ce poste.